# Рандомизированный координатный спуск
Рандомизированный (блочный) координатный спуск — алгоритм оптимизации, популяризованный Нестеровым (2010) и усовершенствованный в работах Ричтарика и Такача (2012). Первый анализ метода, когда он применяется к задаче минимизации гладкой выпуклой функции, был осуществлён Нестеровым (2010). Нестеровым был предложен метод к квадратичным возмущениям исходной функции с неизвестным поправочным коэффициентом. Ричтарик и Такач (2011) дали границы сложности итераций без такого требования, то есть метод применяется к целевой функции напрямую. Более того, они обобщили алгоритм для задач минимизации, то есть суммы гладкой функции и (возможно негладкой) выпуклой блочно-сепарабельной функции:
{\displaystyle F(x)=f(x)+\Psi (x),}
где {\displaystyle \Psi (x)=\sum _{i=1}^{n}\Psi _{i}(x^{(i)}),x\in R^{N}} разложен на {\displaystyle n} блоков переменных/координат: {\displaystyle x=(x^{(1)},\dots ,x^{(n)})} и {\displaystyle \Psi _{1},\dots ,\Psi _{n}} являются (простыми) выпуклыми функциями.
Пример (декомпозиция блоков): Если {\displaystyle x=(x_{1},x_{2},\dots ,x_{5})\in R^{5}} и {\displaystyle n=3}, можно выбрать {\displaystyle x^{(1)}=(x_{1},x_{3}),x^{(2)}=(x_{2},x_{5})} и {\displaystyle x^{(3)}=x_{4}}.
Пример (разделяемые блоки):
1. {\displaystyle n=N;\Psi (x)=\|x\|_{1}=\sum _{i=1}^{n}|x_{i}|}
2. {\displaystyle N=N_{1}+N_{2}+\dots +N_{n};\Psi (x)=\sum _{i=1}^{n}\|x^{(i)}\|_{2}}, где {\displaystyle x^{(i)}\in R^{N_{i}}} и {\displaystyle \|\cdot \|_{2}} является стандартной евклидовой нормой.

## Алгоритм
Рассмотрим задачу оптимизации
{\displaystyle \min _{x\in R^{n}}f(x),}
где {\displaystyle f} является выпуклой и гладкой функцией.
Гладкость: Под гладкостью мы понимаем следующее: мы предполагаем, что градиент {\displaystyle f} покоординатно липшицево-гладкая с константами {\displaystyle L_{1},L_{2},\dots ,L_{n}}. То есть, мы предполагаем, что
{\displaystyle |\nabla _{i}f(x+he_{i})-\nabla _{i}f(x)|\leqslant L_{i}|h|,}
для любого {\displaystyle x\in R^{n}} и {\displaystyle h\in R}, где {\displaystyle \nabla _{i}} означает частную производную по переменной {\displaystyle x^{(i)}}.
Нестеров, Ричтарик и Такач показали, что следующий алгоритм сходится к оптимальной точке:
```
    // Рандомизированный координатный спуск
    Input: 

  

    

      

        

          
x

          

            
0

          

        

        
∈

        
m

        
a

        
t

        
h

        
b

        
b

        

          

            
R

          

          

            
n

          

        

      

    

    
{\displaystyle x_{0}\in mathbb{R}^{n}}

  

 // стартовая точка
    Output: 

  

    

      

        

          
x

          

            
k

            
+

            
1

          

          

            
(

            
i

            
)

          

        

      

    

    
{\displaystyle x_{k+1}^{(i)}}

  

```

```
    set 
x
 := x_0
```

```
    
for
 
k
 := 1, ... 
do

        // обновляем координату 

  

    

      

        
i

        
∈

        
{

        
1

        
,

        
2

        
,

        
…

        
,

        
n

        
}

      

    

    
{\displaystyle i\in \{1,2,\dots ,n\}}

  

 случайно 
        

  

    

      

        

          
x

          

            
(

            
i

            
)

          

        

        
=

        

          
x

          

            
(

            
i

            
)

          

        

        
−

        

          

            
1

            

              
L

              

                
i

              

            

          

        

        

          
∇

          

            
i

          

        

        
f

        
(

        
x

        
)

      

    

    
{\displaystyle x^{(i)}=x^{(i)}-{\frac {1}{L_{i}}}\nabla _{i}f(x)}

  

 
    
end for
```

## Скорость сходимости
Поскольку на итерациях алгоритма образуются случайные вектора, сложность следует отражать в числе итераций, необходимых для получения приближённого решения с высокой вероятностью. В статье Ричтарика и Такача было доказано, что если
{\displaystyle k\geqslant {\tfrac {2nR_{L}(x_{0})}{\epsilon }}\log \left({\tfrac {f(x_{0})-f^{*}}{\epsilon \rho }}\right)},
где {\displaystyle R_{L}(x)=\max _{y}\max _{x^{*}\in X^{*}}\{\|y-x^{*}\|_{L}:f(y)\leqslant f(x)\}}, {\displaystyle f^{*}} является оптимальным решением ({\displaystyle f^{*}=\min _{x\in R^{n}}\{f(x)\}}), {\displaystyle \rho \in (0,1)} является уровнем доверительной вероятности, а {\displaystyle \epsilon >0} является желаемой точностью,
то {\displaystyle Prob(f(x_{k})-f^{*}>\epsilon )\leqslant \rho }.

## Пример для конкретной функции
Рисунок ниже показывает как {\displaystyle x_{k}} меняется по итерациям.
Задача
{\displaystyle f(x)={\tfrac {1}{2}}x^{T}\left({\begin{array}{cc}1&0{,}5\\0{,}5&1\end{array}}\right)x-\left({\begin{array}{cc}1{,}5&1{,}5\end{array}}\right)x,\quad x_{0}=\left({\begin{array}{cc}0&0\end{array}}\right)^{T}}

## Расширение для блоков координат
Можно естественным образом расширить алгоритм с просто координат на блоки координат. Предположим, что мы имеем пространство {\displaystyle R^{5}}. Это пространство имеет 5 координатных направлений, а именно
{\displaystyle {\begin{aligned}e_{1}=(1,0,0,0,0)^{T},\\e_{2}=(0,1,0,0,0)^{T},\\e_{3}=(0,0,1,0,0)^{T},\\e_{4}=(0,0,0,1,0)^{T},\\e_{5}=(0,0,0,0,1)^{T}\end{aligned}}}
в которых метод может двигаться. Однако можно сгруппировать некоторые координатные направления в блоки и мы можем иметь 3 блочных координатных направлений (см. рисунок) вместо 5 координат.